# Datsun mi-Do
O Datsun mi-Do é um hatchback do segmento B fabricado especificamente para o mercado russo sob a marca Datsun da Nissan Motor Company. É uma versão rebatizada e remodelada do Lada Kalina desenvolvido pela AutoVAZ. O mi-Do foi apresentado em agosto de 2014.
O carro é equipado com motor de 1,6 litro (82 e 87 hp) emparelhado com caixa de câmbio manual de 5 marchas ou câmbio automático de 4 marchas fabricada pela Jatco.

## Motor
- Configuração do motor: 1596 cc de 4 cilindros em linha, 2 válvulas por cilindro
- Potência: 64 kW (86 hp) a 5100 rpm
- Torque: 140 Nm a 2700 rpm
- Diâmetro × curso: 82 mm / 75,6 mm
- Taxa de compressão: 10,6:1
- Transmissão: Correia
- Velocidade máxima: 173 km/h
- 0-100 km/h: 12,2 segundos[3]